# Det hollandske køkken
Det hollandske køkken er dannet af madtraditioner og -praksisser i Nederlandene. Landets køkken er formet af dets placering ved det frugtbare Rhinen–Meuse–Schelde-delta ud til Nordsøen, hvilket har givet grobund for fiskeri, landbrug og oversøisk handel. På grund af tilgængeligheden af vand og flade græsarealer indeholder den hollandske kost mange mejeriprodukter som smør og ost. Hoffet i De burgundiske Nederlande berigede eliten i Nederlandendes madkultur i 1400- og 1500-tallet, og det samme gjorde kolonihandlen i 1600- og 1800-tallet, hvor hollænderne dominerede krydderihandelen, spillede en central rolle i den globale udbredelse af kaffe og indledte den moderne æra for chokolade ved at udvikle hollandsk proces-chokolade.
I slutningen af 1800-tallet og begyndelsen af 1900-tallet blev hollandsk mad og fødevareproduktion designet til at være effektiv, hvilket var så succesfuldt, at landet blev verdens næststørste eksportør af landbrugsprodukter målt i værdi, kun overgået af USA. Det gav hollænderne ry for at være verdens forsynere, men hollandsk mad, såsom stamppot, for at have en kedelig smag. Dog, påvirket af madkulturen fra dets kolonier (især det indonesiske køkken) og senere af globalisering, er der opstået en fornyet fokus på smag, hvilket også afspejles i landets 119 Michelin-restauranter i 2023.
Hollandsk madkultur kan traditionelt opdeles i tre regioner. Landets nordøst er kendt for sit kød og sine pølser (rookworst, metworst) og tunge rugbrød, vesten for fisk (ål, spegesild, kibbeling, muslinger), brændevin (jenever) og mejeribaserede produkter (stroopwafel, boerenkaas), og syd for gryderetter (hachee), frugtprodukter og bagværk (Limburgsk vlaai, æblesmør, bossche bol). Et særpræg ved hollandsk morgenmad og frokost er de søde brødpålæg såsom hagelslag, vlokken og muisjes, og hollænderne er de største forbrugere af lakrids i verden. Landet er også kendt for bagværket puddingbroodje.